# Elżbieta Hałas
Elżbieta Alina Hałas z domu Cieślak (ur. 30 marca 1954 w Lublinie) – polska socjolog, profesor nauk humanistycznych, wykładowca Uniwersytetu Warszawskiego na stanowisku profesora zwyczajnego.

## Życiorys
Absolwentka II Liceum Ogólnokształcącego im. Hetmana Jana Zamoyskiego w Lublinie. W latach 1973–1978 studiowała filozofię, nauki społeczne i romanistykę w Katolickim Uniwersytecie Lubelskim. Magisterium z filozofii uzyskała w 1978 na podstawie pracy Floriana Znanieckiego koncepcja współczynnika humanistycznego i jej metodologiczne konsekwencje. Stopień doktora nauk humanistycznych w zakresie socjologii uzyskała w 1986 na reaktywowanym Wydziale Nauk Społecznych Katolickiego Uniwersytetu Lubelskiego na podstawie rozprawy Społeczny kontekst znaczeń w teorii symbolicznego interakcjonizmu. Otrzymała w 1989 Nagrodę im. Stanisława Ossowskiego przyznawaną przez Polskie Towarzystwo Socjologiczne. Habilitowała się w 1993 w Katolickim Uniwersytecie Lubelskim na podstawie dorobku naukowego oraz rozprawy habilitacyjnej Konwersja. Perspektywa socjologiczna. Tytuł naukowy profesora nauk humanistycznych otrzymała w 2003 na wniosek Wydziału Filozofii i Socjologii Uniwersytetu Warszawskiego. W Uniwersytecie Warszawskim pracuje od roku 2003. Od roku 2008 jest profesorem zwyczajnym Uniwersytetu Warszawskiego, gdzie kieruje Zakładem Socjologii Kultury w Instytucie Socjologii.
W latach 1981–2003 pracowała w Katolickim Uniwersytecie Lubelskim, gdzie w od 1994 była kierownikiem Katedry Socjologii. W latach 1994–1996 kierowała Sekcją Społeczną, przekształconą wówczas w Instytut Socjologii Wydziału Nauk Społecznych KUL. Wykładała w University of Georgia at Athens (USA). W latach 1998–2001 była Sekretarzem Generalnym Towarzystwa Naukowego KUL.
Jest członkiem Polskiego Towarzystwa Socjologicznego – w latach 1997−2000 należała do Zarządu Głównego PTS; członkiem European Sociological Association – w latach 1999–2003 była członkiem Executive Council ESA. W latach 1996–2011 była członkiem Komitetu Socjologii Polskiej Akademii Nauk, a w latach 2008–2011 członkiem Komitetu Naukoznawstwa Polskiej Akademii Nauk. 
W 2019 została członkiem Rady Doskonałości Naukowej I kadencji.
Współredagowała „Studia Socjologiczne” (1997–2007); w latach 1999–2014 była członkiem redakcji „Polish Sociological Review”. W latach 2002–2010 była członkiem redakcji „European Societies”. Od 2013 jest członkiem zespołu redakcyjnego „Czech Sociological Review”. Od 2014 jest członkiem Comitato Scientifico Internazionale czasopisma „Sociologia e Politiche Sociali”. Utworzyła i redaguje serię wydawniczą „Studies in Sociology: Symbols, Theory and Society” publikowaną przez Peter Lang Internationaler Verlag der Wissenschaften.
Była stypendystką Fulbrighta (1987–1988 na University of Illinois-Urbana), American Council of Learned Societies, Center for Social Sciences w Columbia University, Instytut für die Wissenschaften vom Menschen w Wiedniu, J.F. Kennedy Institute of North American Studies (Freie Universität w Berlinie) oraz laureatką Fundacji na rzecz Nauki Polskiej (program „Mistrz”).
Zajmuje się teorią kultury i metodologią nauk o kulturze, socjologią kulturową i socjologią teoretyczną oraz socjologią jednostki i socjologią religii. W sferze jej zainteresowań znajdują się: symbolizm społeczny i polityka symbolizacji, pamięć zbiorowa, relacje społeczne, interakcje społeczne i komunikacja społeczna, konwersja i zaangażowanie do ruchów społecznych.

## Publikacje
- Społeczny kontekst znaczeń w teorii symbolicznego interakcjonizmu, Lublin (1987), Redakcja Wydawnictw Katolickiego Uniwersytetu Lubelskiego
- Znaczenia i wartości społeczne. O socjologii Floriana Znanieckiego, Lublin (1991), Redakcja Wydawnictw Katolickiego Uniwersytetu Lubelskiego
- Konwersja. Perspektywa socjologiczna, Lublin (1992) Norbertinum, wydanie nowe (2007)
- Obywatelska socjologia szkoły chicagowskiej, Lublin (1994), Redakcja Wydawnictw Katolickiego Uniwersytetu Lubelskiego
- Symbole w interakcji, Warszawa (2001), Oficyna Naukowa
- Interakcjonizm symboliczny. Społeczny kontekst znaczeń Wydanie nowe, Warszawa (2006), Wydawnictwo Naukowe PWN
- Symbols, Power and Politics, (red.), Frankfurt am Main (2002), Peter Lang Europäischer Verlag dr Wissenschaften
- Symbole i społeczeństwo. Szkice z socjologii interpretacyjnej, Warszawa (2007), Wydawnictwa Uniwersytetu Warszawskiego
- Towards the World Culture Society. Florian Znaniecki's Culturalism, Frankfurt Am Main (2010), Peter Lang Internationaler Verlag der Wissenschaften
- Przez pryzmat kultury. Dylematy badań nad współczesnością, Warszawa (2015), Wydawnictwa Uniwersytetu Warszawskiego